# Aida Mohamed
Aida Mohamed (n. 12 martie 1976, Budapesta, Republica Populară Ungară) este o scrimeră maghiară specializată pe floretă, laureată cu argint la Campionatul Mondial din 1993 și cu aur pe echipe la Campionatul European din 2007. A participat la cinci ediții ale Jocurilor Olimpice de la 1996 până la 2012.

## Legături externe
- en  Profil Arhivat în 23 februarie 2015, la Wayback Machine. la Confederația Europeană de Scrimă
- en Aida Mohamed la Olympedia.org